# Kabukichō
Kabukichō (歌舞伎町?) è un distretto a luci rosse di Tokyo, in Giappone, situato all'interno del quartiere speciale di Shinjuku.

## Storia

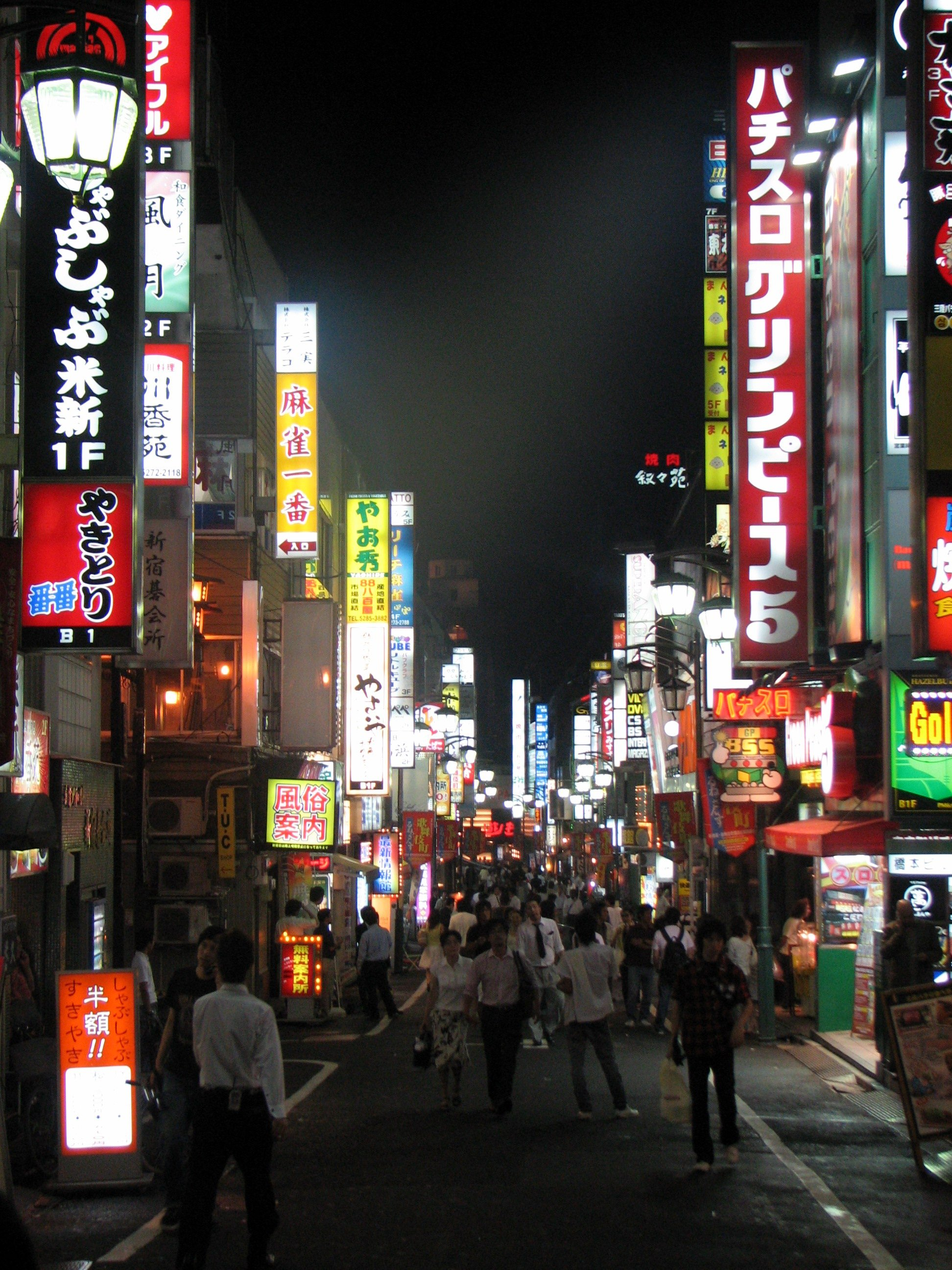
Kabukichō di notte

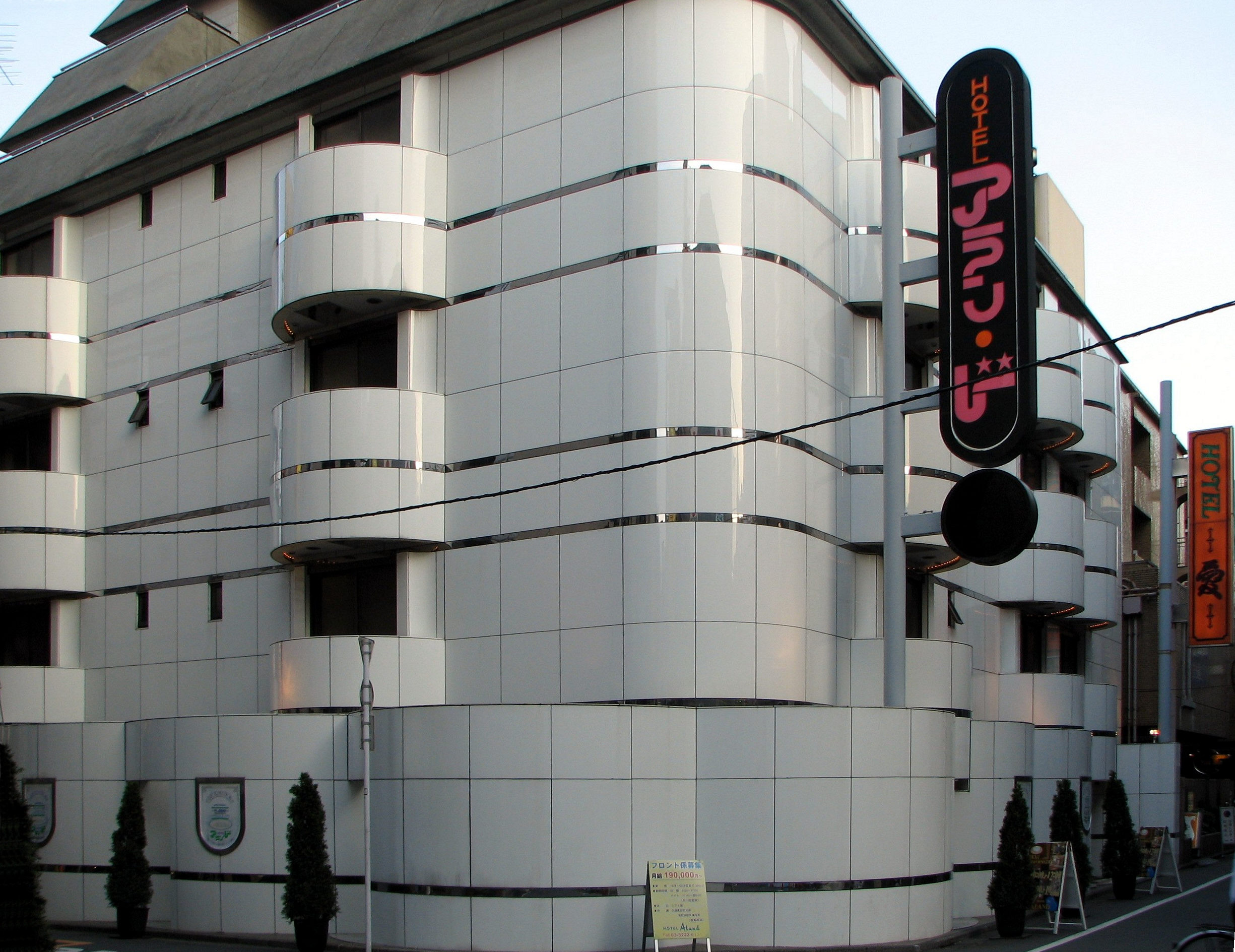
Un love hotel a Kabukichō

Il nome del distretto proviene da un teatro kabuki che non fu mai costruito. Dal 1872, quinto anno dell'epoca Meiji, quando in Giappone furono revocate le leggi che regolavano i rapporti con le geishe e le prostitute, Kabukichō divenne il principale distretto a luci rosse della città di Tokyo.
Successivamente le leggi contro la prostituzione divennero più ferree e dopo la seconda guerra mondiale il distretto fu sottoposto ad alcuni tentativi atti a cambiare la sua immagine. Fu quindi fatto il tentativo di trasferire nel distretto il teatro Kabuki-za di Ginza, distrutto da un incendio, ma alla fine il teatro fu ricostruito a Ginza. Un altro teatro fu comunque costruito a Kabukichō, il teatro Koma, che si trova in un edificio che contiene alcuni bar e discoteche.

## Caratteristiche
Vi è un'alta concentrazione di love hotel, night club, soap land e locali per adulti in genere, ma anche di ristoranti e normalissime attività commerciali, negozi e piccoli uffici di cambiavalute dove è anche possibile acquistare buoni scontati per musei e attrazioni.
Il noto Hotel Gracery, situato nello Shinjuku Toho Building, ospita una gigantesca testa di Godzilla, inaugurata nell'aprile del 2015, che si sporge dalla terrazza all'ottavo piano e che una volta ogni ora sprigiona vapori e si accende di luci.
Kabukichō è gestito principalmente dalla yakuza, che controlla i locali, tra i quali si trovano anche sale per giocare a pachinko, e si occupa della sicurezza del quartiere, rendendolo così una zona sicura. Con gli anni alla yakuza si è affiancata la Triade cinese.

## Kabukichō nella cultura di massa
Kabukichō è presente nel videogioco Yakuza, sotto il nome di Kamurocho, nel romanzo Tokyo soup, scritto da Ryū Murakami e nel manga The School of Water Business, scritto da Hikaru Murozumi e disegnato da Shinobu Inokuma, il manga "Heat" di Buronson e disegnato da Ryoichi Ikegami. Inoltre, in questo distretto, si svolgono anche le principali vicende del manga Gintama scritto da Hideaki Sorachi e di City Hunter scritto da Tsukasa Hojo.
Ambientato a Kabukicho anche il romanzo Tokyo Vice, dello scrittore e giornalista americano Jake Adelstein, dal quale è stata tratta anche una versione televisiva, il manga Ichi The Killer e il film Tokyo Love Hotel del regista Ryūichi Hiroki. Sono, inoltre, molteplici i riferimenti al quartiere in svariati manga di genere yaoi.
Anche l'anime Case File nº221: Kabukicho, prodotto da Production I.G è ambientato nel distretto di Kabukichō, dov'è presente un elefante rosa che sprigiona vapori, come nella realtà la testa di Godzilla.
Nel manga “Tokyo Revengers” il personaggio “Shuji Hanma” è definito “Shinigami di Kabukichō”, perché proviene da tale distretto.